# Estadio Carlos Tartiere (1932)
El Estadio Carlos Tartiere fue un campo de fútbol de la ciudad de Oviedo en Asturias, España. Acogió los encuentros que el Real Oviedo disputaba como local entre 1932 y 2000, y fue bautizado de esta manera en honor a Carlos Tartiere Alas-Pumariño, primer presidente del club. El estadio fue una de las sedes del Mundial de España de 1982, acogiendo tres encuentros del Grupo 2. También acogió cuatro partidos de la selección española (tres amistosos más un partido de clasificación para los Juegos Olímpicos de Los Ángeles 1984).

## Historia
Denominado Estadio de Buenavista en sus inicios por estar situado en el barrio de Buenavista, fue inaugurado el 24 de abril de 1932 con un partido entre las selecciones nacionales de España y Yugoslavia, con triunfo de España por 2-1. El primer gol del estadio fue marcado por Isidro Lángara, delantero del Real Oviedo.
Tenía la particularidad en ese tiempo de que la tribuna principal estaba cubierta con una visera de más de 100 metros de longitud sin ninguna columna de apoyo delante, la primera que se construyó en España de esas características, obra del ingeniero Ildefonso Sánchez del Río. En 1954, fue vendido al ayuntamiento de Oviedo, que fue su propietario desde entonces. En junio de 1958 su nombre se cambió por el del fundador y primer presidente del club, Carlos Tartiere. El 4 de junio de 1969 se inauguró la iluminación artificial del campo durante un encuentro amistoso entre el Real Oviedo y el Real Madrid C. F..
Fue reconstruido con motivo del Mundial de 1982, en el que fue una de las sedes oficiales, albergando junto a El Molinón de Gijón los partidos del grupo 2. De esta forma su aforo pasó de ser de 20 000 personas a 23 500. El partido de inauguración después de las obras enfrentó al Real Oviedo con la selección nacional de Chile, el día 29 de abril de 1982. Terminó con empate a cero.
En 1998, para cumplir con la normativa de la UEFA y mejorar la seguridad en los campos de fútbol, se añadieron butacas a casi todo el campo de forma que el aforo se redujo hasta las 16 485 personas (13 605 de asiento y 2880 de pie). Este hecho hizo que se planteara la necesidad de construir un nuevo campo de fútbol para la ciudad con capacidad suficiente para todos los aficionados.
El 20 de mayo de 2000 el Real Oviedo jugó su último partido en el Carlos Tartiere frente a la Real Sociedad de Fútbol. El estadio fue finalmente derribado en el año 2003. En los terrenos que ocupaba el estadio y aledaños se construyó el Palacio de Congresos de la ciudad, diseñado por Santiago Calatrava.

## Partidos internacionales
- Amistosos:

| 24 de abril de 1932 | España                     | 2:1 (2:1) | Yugoslavia      |                                 |                                 |
|                     | Lángara 20' · Regueiro 25' |           | Vujadinović 28' | Asistencia: 15 000 espectadores | Asistencia: 15 000 espectadores |

| 14 de septiembre de 1988 | España     | 1:2 (1:0) | Yugoslavia                     |                                                                        |                                                                        |
|                          | Míchel 26' |           | Baždarević 56' · Cvetković 86' | Asistencia: 23 500 espectadores Árbitro(s): Da Silva Santos (Portugal) | Asistencia: 23 500 espectadores Árbitro(s): Da Silva Santos (Portugal) |

| 4 de septiembre de 1991 | España                  | 2:1 (2:0) | Uruguay       |                                                                 |                                                                 |
|                         | Vázquez 8' · Manolo 18' |           | Gutiérrez 66' | Asistencia: 21 600 espectadores Árbitro(s): Vilenberg (Holanda) | Asistencia: 21 600 espectadores Árbitro(s): Vilenberg (Holanda) |

- Mundial de 1982, primera ronda (grupo 2):

| 18 de junio de 1982 | Chile | 0:1 (0:1) | Austria       |                                                                              |                                                                              |
|                     |       |           | Schachner 21' | Asistencia: 22 500 espectadores Árbitro(s): Juan Daniel Cardellino (Uruguay) | Asistencia: 22 500 espectadores Árbitro(s): Juan Daniel Cardellino (Uruguay) |

| 21 de junio de 1982 | Argelia | 0:2 (0:0) | Austria                    |                                                                       |                                                                       |
|                     |         |           | Schachner 55' · Krankl 67' | Asistencia: 22 000 espectadores Árbitro(s): Tony Boskovic (Australia) | Asistencia: 22 000 espectadores Árbitro(s): Tony Boskovic (Australia) |

| 24 de junio de 1982 | Argelia                      | 3:2 (3:0) | Chile                           |                                                                              |                                                                              |
|                     | Assad 7' 31' · Bensaoula 35' |           | Neira 59' (pen.) · Letelier 73' | Asistencia: 16 000 espectadores Árbitro(s): Romulo Méndez Molina (Guatemala) | Asistencia: 16 000 espectadores Árbitro(s): Romulo Méndez Molina (Guatemala) |